# Heliococcus osborni
Heliococcus osborni är en insektsart som först beskrevs av Sanders 1902.  Heliococcus osborni ingår i släktet Heliococcus och familjen ullsköldlöss. Inga underarter finns listade i Catalogue of Life.